# Robert Ettinger
Robert Chester Wilson Ettinger (ur. 4 grudnia 1918 w Atlantic City, zm. 23 lipca 2011 w Clinton Township w stanie Michigan) – amerykański fizyk, autor wydanej w 1962 książki The Prospect of Immortality (Perspektywa nieśmiertelności), uważany za „ojca krioniki”. Miano pioniera transhumanizmu zyskał po wydaniu w 1972 książki Man into Superman (Człowiek zorientowany na Nadludzkość).
Robert Ettinger założył Cryonics Institute (Instytut Krioniki) oraz związane z nim Immortalist Society (Stowarzyszenie Nieśmiertelnych) i do 2003 był ich prezesem. Po śmierci 23 lipca 2011 został poddany krioprezerwacji, tak jak wcześniej jego pierwsza i druga żona oraz matka.

## Życiorys
Robert Ettinger służył w stopniu podporucznika piechoty w United States Army w czasie II wojny światowej. Ciężko ranny w Niemczech, otrzymał odznaczenie Purple Heart. Uzyskał dwa tytuły magistra (Master's degree) na Wayne State University (z fizyki i matematyki). Wykładał fizykę i matematykę na Wayne State University oraz w Community College w Highland Park w stanie Michigan.
Ettinger miał dwoje dzieci z pierwszą żoną, Elaine: Davida (ur. 1951) i Shelley (ur. 1954). David Ettinger jest adwokatem i doradcą prawnym w Cryonics Institute oraz Immortalist Society. Zajmuje się krioniką odkąd w wieku 12 lat udzielił dziennikarzom pierwszego wywiadu na ten temat. Córka Roberta Ettingera nie jest zainteresowana krioniką.
W 1962 Robert Ettinger poznał swoją drugą żonę, Mae Junod, kiedy uczestniczyła w jednym z jego kursów podstaw fizyki dla dorosłych. Junod przepisywała i pomagała redagować rękopisy książek: The Prospect of Immortality i Man into Superman. Działała w Cryonics Society of Michigan (CSM), i do połowy lat 90. była wydawcą najdłużej bez przerw wydawanego czasopisma krionicznego – miesięcznika CSM The Outlook (Perspektywa), który w latach 70. zmienił nazwę na The Immortalist (Nieśmiertelny). Junod była autorką, feministką, i doradcą małżeńskim.
Ettinger ożenił się z Junod w 1988, po śmierci swej pierwszej żony. Ettinger uważa czas spędzony z Junod za jeden z najprzyjemniejszych i najbardziej spokojnych okresów w życiu. Para przeprowadziła się do Scottsdale, w stanie Arizona, w 1995 i stopniowo wycofywała się na emeryturę po ponad 30 latach aktywności w dziedzinie krioniki i towarzyszących im kontrowersji. Mae Ettinger przeszła wylew w 1998, a po śmiertelnym udarze w 2000 r. została poddana krioprezerwacji.

## Korzenie krioniki w science fiction
Robert Ettinger czytywał w młodości Amazing Stories Hugo Gernsbacka i sądził, że pewnego dnia – na długo zanim się zestarzeje – biologowie odkryją sekret wiecznej młodości. Kiedy wydoroślał w latach 30., zaczął podejrzewać, że to może zająć nieco więcej czasu.
Ettinger przeczytał opowiadanie Neila R. Jonesa The Jameson Satellite, które ukazało się w lipcowym numerze Amazing Stories w 1931. W opowiadaniu tym martwe ciało bohatera – Profesora Jamesona – zostaje wysłane na orbitę okołoziemską, gdzie ma zostać na zawsze zachowane w niezmienionym stanie w temperaturze zbliżonej do zera bezwzględnego. I w opowiadaniu tak się właśnie dzieje. Po milionach lat ludzkość wyginęła, a nastała rasa mechanicznych ludzi z organicznymi mózgami. Ożywili oni Jamesona i naprawiwszy jego mózg umieścili go w mechanicznym ciele, dzięki czemu Jameson stał się im równy.
Dla Ettingera było oczywiste, że autor przeoczył główny wątek w jego własnym opowiadaniu. Skoro nieśmiertelność jest osiągalna z pomocą technologicznie zaawansowanych Obcych, którzy mogą naprawić zamrożone ludzkie ciało, dlaczego w takim razie każdy nie miałby być poddany krioprezerwacji i czekać na ratunek, który nadejdzie ze strony naszych własnych potomków, gdy medycyna bardziej się rozwinie?
W 1947 Ettinger napisał krótkie opowiadanie wyjaśniające koncepcję ludzkiej krioprezerwacji jako drogi do bardziej zaawansowanej technologii medycznej przyszłości, będącej rodzajem jednokierunkowej medycznej podróży w czasie. Opowiadanie to, The Penultimate Trump, zostało opublikowane w marcowym numerze Startling Stories w 1948 i zapewniło Ettingerowi opinię pioniera krioniki. Głosił on pogląd, że współczesne medyczne i prawne definicje śmierci są względne, nie absolutne, i całkowicie zależą od stopnia rozwoju dostępnej technologii medycznej. Np. osoba pozornie martwa po ataku serca, znajdująca się w plemiennej wiosce Amazonii wkrótce będzie martwa definitywnie, podczas gdy ta sama osoba doznająca ataku serca w miejskim szpitalu może zostać resuscytowana i kontynuować długie i zdrowe życie. Geniusz Ettingera polega na uzmysłowieniu sobie, że kryteria śmierci zmieniają się nie tylko w zależności od miejsca, ale i w zależności od czasu. Dzisiejsze zwłoki prawdopodobnie będą zaledwie pacjentem jutro.

## Początki ruchu krionicznego
Robert Ettinger czekał cierpliwie, aż znani naukowcy i lekarze dojdą do tego samego wniosku co on, i będą propagować go publicznie. Około 1960 stało się jasne, że nikt inny nie zrozumiał oczywistej dla niego idei. Ettinger miał 42 lata i był coraz bardziej świadom własnej śmiertelności. Zastanawiając się nad swoim życiem i osiągnięciami Ettinger zdecydował, że nadszedł czas na działanie. Streścił ideę krioniki na kilku stronach, kładąc nacisk na ubezpieczenie na życie, i wysłał do około 200 osób, które wybrał z Who's Who in America. Odzew był niewielki, zatem należało dotrzeć do szerszego kręgu osób.
Główną przeszkodą okazały się utarte schematy myślenia. Ettinger zauważył, że ludzi, nawet tych intelektualnie, finansowo i społecznie nieprzeciętnych, trzeba dopiero nauczyć, że umieranie to (zwykle) stopniowy i odwracalny proces, i że uszkodzenia związane z zamrażaniem są ograniczone (nawet jeśli według obecnych kryteriów wydają się tragiczne), i że ich odwrócenie wymaga relatywnie niewielkiego postępu nauki w przyszłości. Ettinger stwierdził: "Znakomitej większości ludzi trzeba cierpliwie tłumaczyć, zanim przyznają, że życie jest lepsze od śmierci, zdrowie lepsze niż choroba, mądry lepszy od głupiego, a nieśmiertelność może być warta zachodu!" ("A great many people have to be coaxed into admitting that life is better than death, healthy is better than sick, smart is better than stupid, and immortality might be worth the trouble!").
W 1962 Ettinger wydał własnym nakładem wersję beta książki The Prospect of Immortality, czym przyciągnął uwagę większego wydawcy i doprowadził do wydania w twardej okładce w 1964 w wydawnictwie Doubleday. Od czasu komercyjnego wydania The Prospect of Immortality mogą datować swój udział wszyscy aktywiści w dziedzinie krioniki.
Chociaż Ettinger był pierwszym, najbardziej znaczącym, i mającym największe podstawy naukowe autorem piszącym o krionice, nie był jedynym. W 1962 Evan Cooper rozpowszechnił rękopis zatytułowany Immortality, Scientifically, Physically, Now (Nieśmiertelność, naukowo, fizycznie, teraz) pod pseudonimem "N. Durhing". Książka Coopera opierała się na tej samej argumentacji co Ettingera, ale pomijała aspekty naukowe i techniczne, a i jakość nie spełniała wymogów publikacji. Ettinger stał się sławny w mediach, pisał o nim The New York Times, Time, Newsweek, Paris Match, Der Spiegel, Christian Century, i dziesiątki innych czasopism. Wystąpił w telewizji m.in. z Davidem Frostem, Johnnym Carsonem, Steve Allenem. Ettinger propagował też ideę krioprezerwacji ludzi w programach radiowych emitowanych w całych Stanach Zjednoczonych.

## Aktywność w organizacjach
Po wydaniu The Prospect of Immortality Robert Ettinger znów czekał, aż znani naukowcy, przemysłowcy, i inni znaczący ludzie dojrzą oczywistość jego idei i zaczną ją wcielać w życie. Jednakże to Cooper był tym, który podjął działanie i to jemu przypada palma pierwszeństwa jeśli chodzi o stworzenie pierwszej organizacji krionicznej (chociaż słowo krionika ("cryonics") zostało ukute dopiero w 1965): The Life Extension Society (LES) (Stowarzyszenie Przedłużania Życia). LES ustanowił sieć koordynatorów i centrów celem przyuczenia zwykłych ludzi do pomocy przy krioprezerwacji w razie potrzeby. Cooper porzucił aktywność w ruchu krionicznym w 1969, i utopił się w morzu w 1983. Ale jego działalność w LES była zalążkiem powstania pierwszych stowarzyszeń krionicznych.
W 1966 powstały stowarzyszenia krioniczne w Kalifornii i Michigan. Ettinger został wybrany prezesem w Cryonics Society of Michigan (CSM). W latach 70. CSM został przekształcony pod kierunkiem Ettingera w Cryonics Institute (CI) oraz Immortalist Society (IS) (Stowarzyszenie Nieśmiertelnych). W 1976 matka Ettingera, Rhea Ettinger, została pierwszą pacjentką CI. Ettinger był prezesem CI i IS do roku 2003.
Od 1964 do około 1990 wzrost ruchu na rzecz krioniki był powolny. W tym okresie krionikom brakowało zaplecza medycznego, prawnego, filozoficznego i finansowego. Przyznanie się do popierania krioniki oznaczało ostracyzm towarzyski. Media i świadomość publiczna były przeciwne krionice. Sytuację pogarszała niepewność technologicznej poprawności własnych działań, kiedy krionicy zdani byli na własne umiejętności przy pierwszych krioprezerwacjach umierających bliskich osób. Krionika, w przeciwieństwie do panującego wówczas przekonania, była (i jest nadal) domeną klasy średniej. Korzystano głównie z usług zakładów pogrzebowych oraz sprzętu, który krionicy byli w stanie wyprodukować i obsłużyć sami. Dodatkowym problemem był niepewny status prawny krioniki i wciąż możliwa interwencja rządu.
Obecnie dzięki internetowi informacje o krionice są ogólnie dostępne, chociaż nadal wielką rolę w jej propagowaniu odgrywają kontakty osobiste.

## Odznaczenia
3 października 2010 na Sympozjum "Applied Cryobiology – Scientific Symposium on Cryonics" w Goslar w Niemczech został mu przyznany Robert Ettinger Medal – For Outstanding Achievements for Cryonics (Medal Roberta Ettingera – Za Wybitne Zasługi dla Krioniki), który w jego imieniu odebrał obecny prezes Cryonics Institute, Ben Best. Medal został przyznany po raz pierwszy.

## Cytaty z Roberta Ettingera
"Nie miałem i nie mam żadnych godnych uwagi zasług jako nauczyciel szkolny fizyki i matematyki. To właśnie tak długo powstrzymywało mnie przed zrobieniem czegoś więcej: wiedziałem, że nic nie znaczę, brak mi kwalifikacji, i nie byłem stworzony do roli przywódcy. Ale ponieważ lata mijały i nie pojawiał się nikt lepszy, musiałem w końcu zacząć pisać, a potem poczułem że mam także tworzyć organizacje (chociaż powstały już inne). Możemy nadal odczuwać skutki tych niefortunnych decyzji. Możemy stracić potencjalnie skutecznych liderów, ponieważ ja (i potem kilku innych mało znanych ludzi) niechętnie podjęło się przywództwa. Ludzie biznesu i inwestorzy mogą się wahać, ponieważ małe, z niewielką ilością kapitału, działające już organizacje mają tak niewielkie (ale rosnące!) sukcesy w przyciąganiu nowych członków."
"I had and have, no credentials worth mentioning being only a teacher of college physics and math. It is precisely this that prevented me, for so long, from doing more: I knew I carried no weight, had no formal qualifications, and was not suited for a leadership role. But as the years passed and no one better came forward, I finally had to write, and later felt I had to form organizations (although others had come into existence). This tragedy, in various manifestations, may persist. Potentially effective leaders may have turned aside because I (and later a few other obscure people) reluctantly preempted leadership. Business people and investors may have hesitated because the small, poorly capitalized organizations already in the field have had such limited (although increasing!) success in attracting participants."
"'Tragedia' powolnego wzrostu idei nieśmiertelności to głównie ich problem, i może twój – niekoniecznie mój czy nasz, zadeklarowanych immortalistów. My już poczyniliśmy przygotowania do krioprezerwacji po śmierci klinicznej – podpisaliśmy kontrakty z istniejącymi organizacjami i zorganizowaliśmy pieniądze. My będziemy mieć szansę, przy odrobinie szczęścia, 'skosztować wina, które wyprodukują przyszłe pokolenia'."
"The 'tragedy' of the slow growth of immortalism pertains mostly to them, and perhaps to you – not so much to me or to us, the committed immortalists. We already have made our arrangements for cryostasis after clinical death – signed our contracts with existing organizations and allocated the money. We will have our chance, and with a little bit of luck will 'taste the wine of centuries unborn'."

## Książki Roberta Ettingera
- The Prospect of Immortality (Perspektywa nieśmiertelności) (1962, 1964 & późniejsze wydania)
  - Dostępna online The Prospect of Immortality
- Man Into Superman (Człowiek zorientowany na Nadludzkość) (1972 & późniejsze wydania)
  - Dostępna online Man Into Superman
- Youniverse (nowe wydanie, 2009)
  - Dostępna w różnych księgarniach